# Catedrala Ortodoxă Sârbă din Timișoara

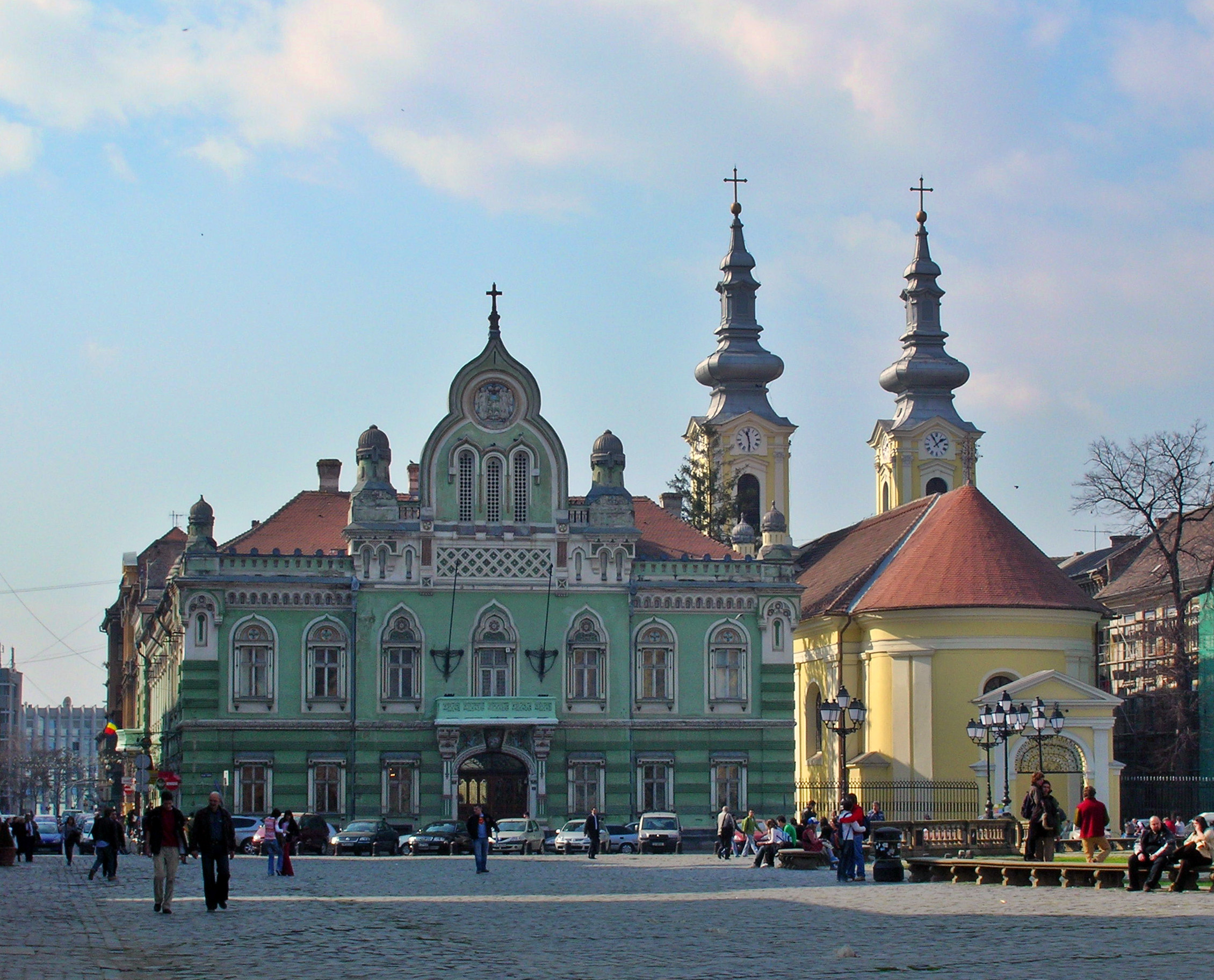
Palatul Episcopiei Ortodoxe Sârbe de Timișoara (stânga) și Catedrala Ortodoxă Sârbă (dreapta)

Catedrala Ortodoxă Sârbă (în sârbă Српска саборна црква у Темишвару), cu hramul Înălțarea Domnului, este situată în Piața Unirii din Timișoara. 
Din motivul poziționării lăcașului pe axa vest-est, fațada bisericii, aflată la vest, este spre strada Emanoil Ungureanu nr. 14, iar absida catedralei, aflată la est, spre Piața Unirii. Alături de lăcașul de cult se găsește sediul Episcopiei Ortodoxe Sârbe de Timișoara, care funcționează într-o clădire cu bogate decorații în stil baroc, clădire edificată între anii 1744-1747.
Fosta biserică a comunității ortodoxe din Timișoara a pierit într-un incendiu în anul 1728. Noua biserică a fost ridicată între anii 1744-1748 în stil baroc, cu ajutorul donațiilor credincioșilor.
Într-o primă fază această nouă biserică a fost edificată fără cele două turnuri din prezent, acestea fiind adăugate în anul 1791 în urma unei restaurări. Cele două turnuri sunt prevăzute cu cinci clopote.
Până la mijlocul secolului al XIX-lea edificiul de cult a fost folosit de toată comunitatea ortodoxă din oraș, atât de etnie sârbă cât și de cea de etnie română, însă, în urma separării celor două biserici, Biserica Sârbă din Piața Domului (în prezent Piața Unirii) a rămas comunității sârbe.
Iconostasul este opera sculptorului în lemn Mihailo Janic iar la realizarea icoanelor și-a adus contribuția și pictorul timișorean Constantin Daniel.
Din anul 1964 biserica este declarată monument istoric (cod LMI TM-II-m-A-06173).

## Imagini

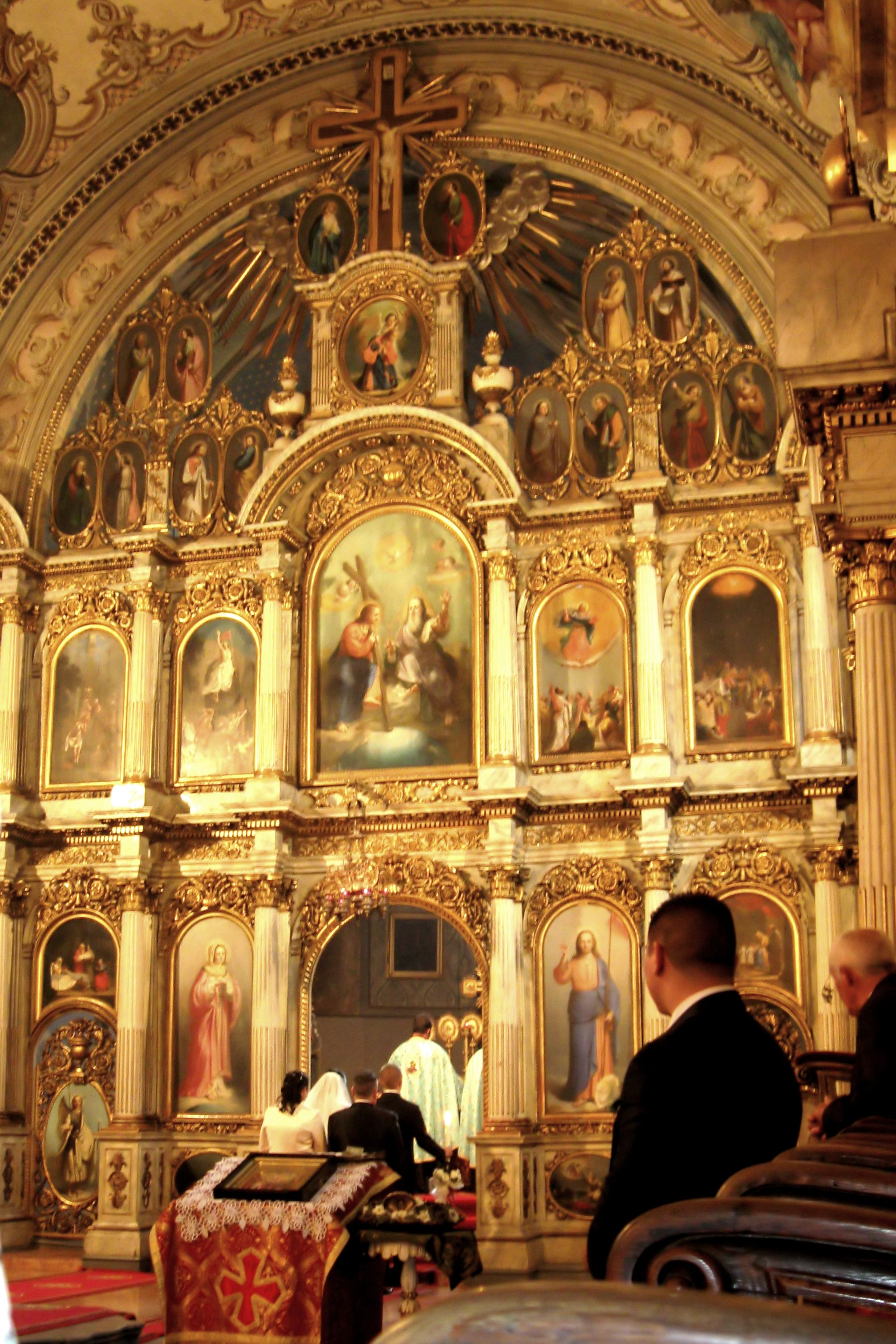
Iconostasul
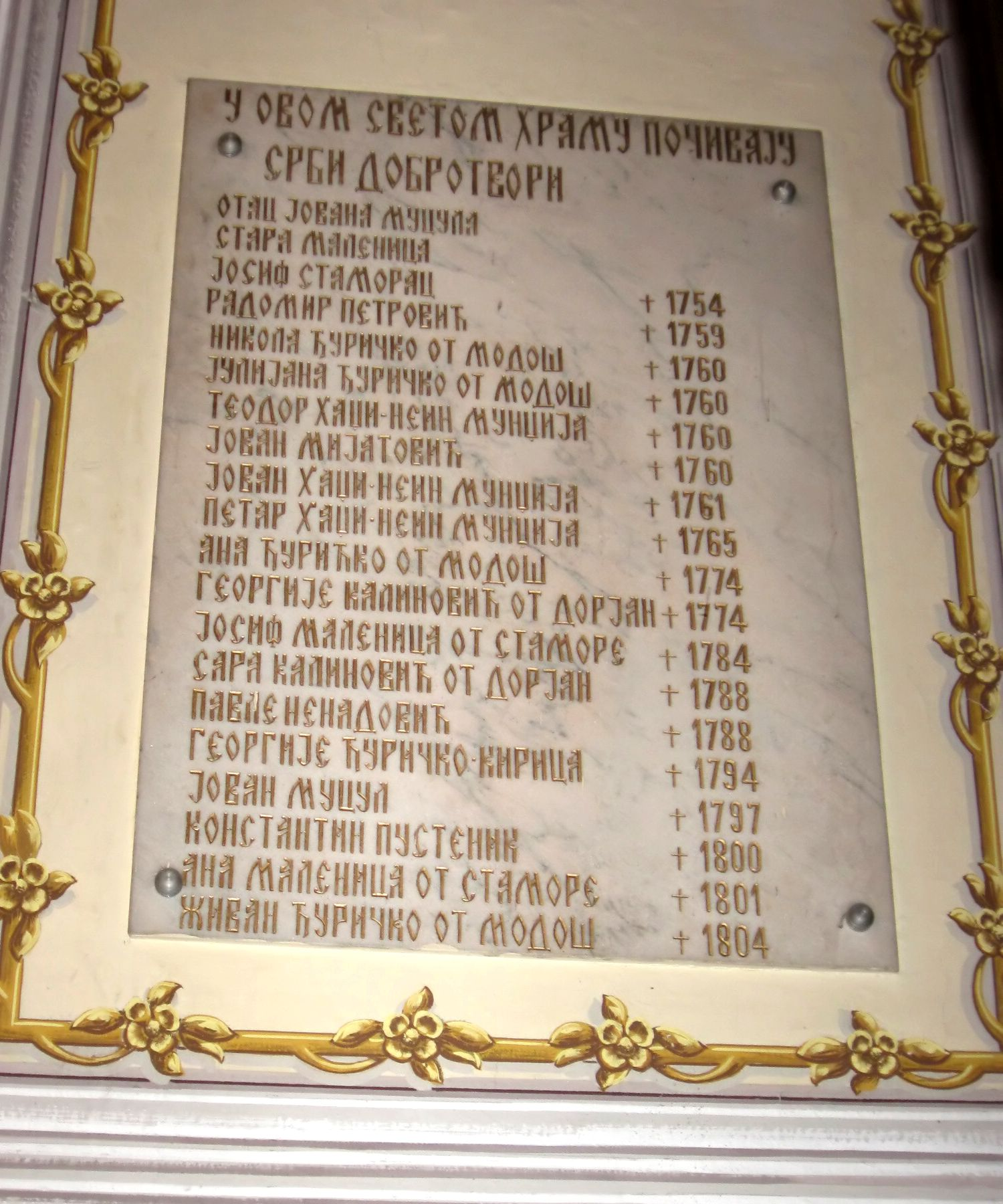
Binefăcători
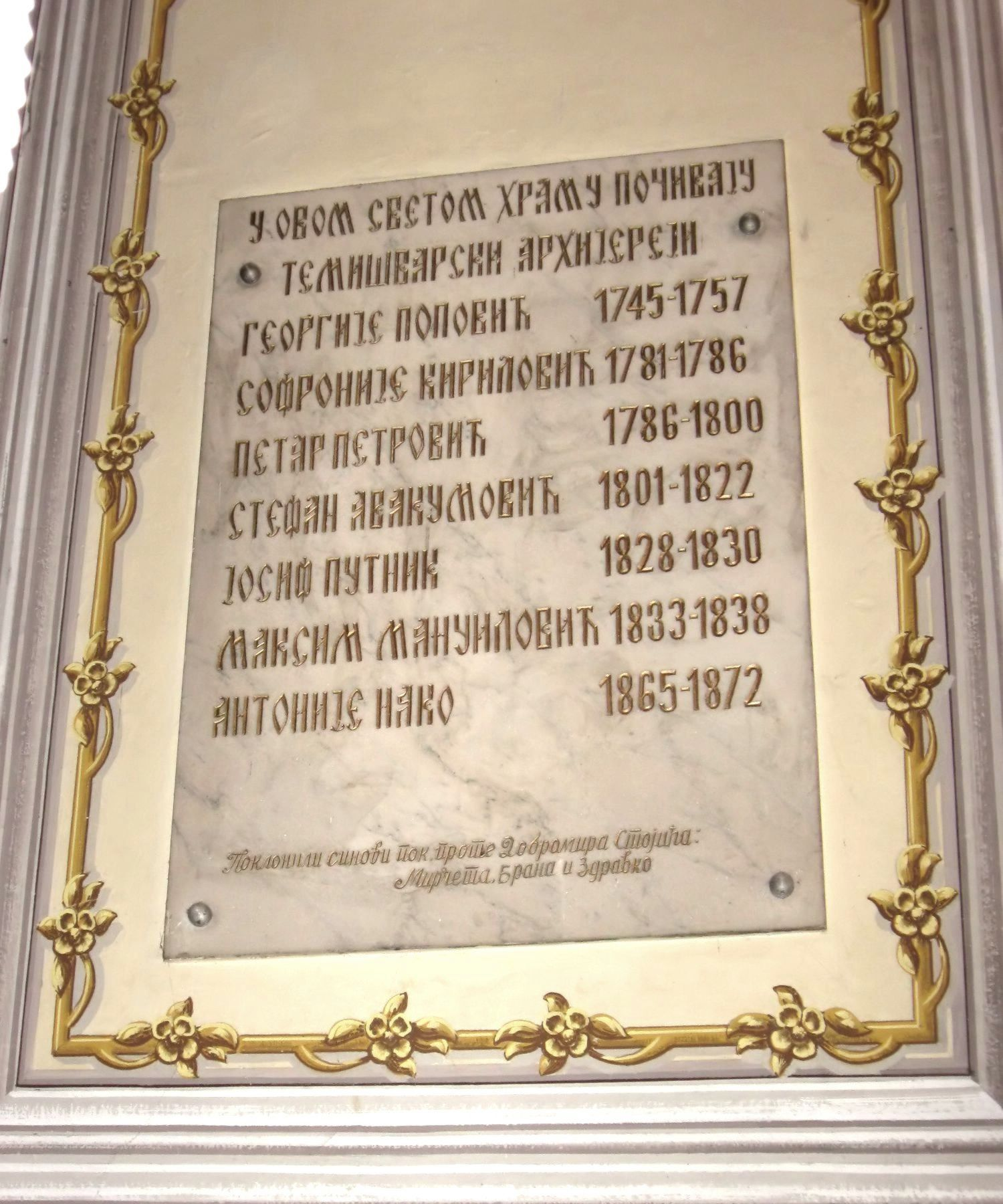
Ierarhi
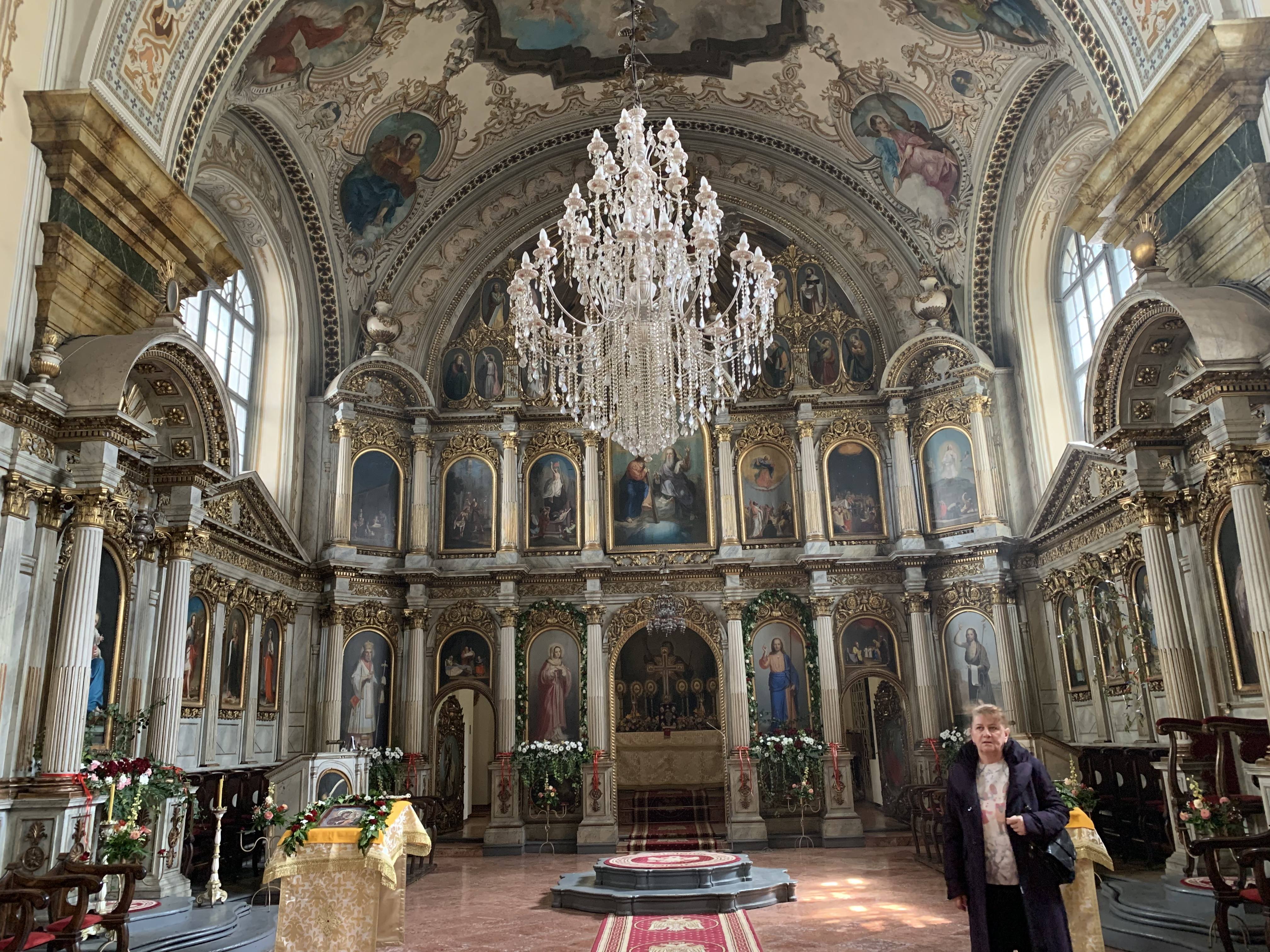
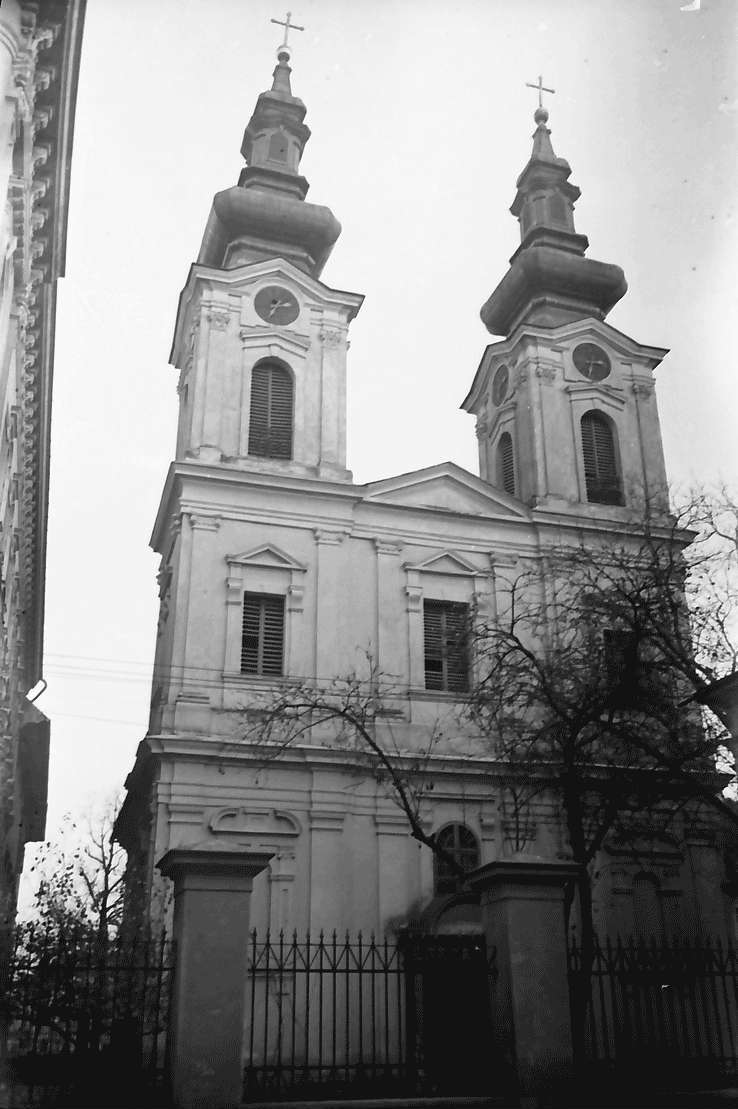
Catedrala în aprilie 1937